# ド真ん中節
「ド真ん中節」（どまんなかぶし）は、怒髪天の10枚目のシングル。2010年1月27日にテイチクエンタテイメントからリリースされた。

## 概要
前作「オトナノススメ」から約3ヶ月ぶりとなるシングル。
9thシングル「オトナノススメ」の発売日である2009年11月4日にバンド公式サイト内でリリースが発表され、アルバム『オトナマイト・ダンディー』の先行シングルとして翌年1月27日に2曲収録の通常盤、2009年某日にオトナノススメの購入者から抽選で選ばれた観客を迎え行われたアコースティックライブの映像のDVDが付属した初回限定盤の2形態でリリースされた。
カップリングには『月刊 風とロック』関連で以前から親交のあったクリエイティブ・ディレクターの箭内道彦とのコラボ楽曲「YOU DON'T KNOW」が収録されている。
2010年2月3日付のオリコンチャートで週間46位、Billboard Japan Hot 100では週間16位にランクインした。

## 収録曲
| 全編曲: 怒髪天。 |                    |           |            |      |
| #                | タイトル           | 作詞      | 作曲       | 時間 |
| 1.               | 「ド真ん中節」     | 増子直純  | 上原子友康 | 4:50 |
| 2.               | 「YOU DON'T KNOW」 | 箭内道彦  | 箭内道彦   | 4:13 |
| 合計時間:        | 合計時間:          | 合計時間: | 合計時間:  | 9:03 |

初回限定盤特典（DVD）
1. 幸福の配分
2. ビール・オア・ダイ
3. ドンマイ・ビート
4. 喰うために働いて 生きるために唄え！
5. なんかイイな

## 楽曲解説
1. ド真ん中節
  - KKTくまもと県民テレビ「テレビタミン」2010年2月度エンディングテーマ。
  - アルバム『オトナマイト・ダンディー』3トラック目。
  - メジャー・デビュー前から親交のある丹下紘希を監督として迎えミュージック・ビデオが制作された。撮影は2009年12月の中頃に行われ、演奏シーンはなく、メンバー全員が一カットずつ大量の水や風に晒されながら公園の木や道路標識、銭湯の煙突などにしがみつくという過酷な内容であり、撮影場所に着くまで誰のカットなのかは伝えられずに現地で呼び出して撮影を始めるという方式が採られていた。このことをインタビューの中で増子は「地獄の呼び出し」と呼称していた[7]。同MVは2011年9月21日発売の映像作品『MV-D "Music Video Collection"』に収録されている[8]。
2. YOU DON'T KNOW
  - アルバム未収録作品。
  - クリエイティブ・ディレクターの箭内道彦が作詞・作曲を務める。
  - 箭内がパーソナリティを務めるラジオ番組「風とロック」内で使用されていた箭内のオリジナルソングであり、増子とのツインボーカル体制の本作で初の音源化となった[6]。